# Hemipeplus tuberculatus
Hemipeplus tuberculatus is een keversoort uit de familie Mycteridae. De wetenschappelijke naam van de soort is voor het eerst geldig gepubliceerd in 1999 door Pollock.